# 卡尼肖
卡尼肖（意大利语：Canischio），是意大利北部皮埃蒙特大区都灵省的一个市镇。总面积11.7平方公里，总人口301，人口密度25.7人/平方公里（2010年12月31日）。